# Colin Davis (autóversenyző)
Colin Charles Houghton Davis (London, 1933. július 29. – 2012. december 19.) brit autóversenyző. Édesapja a „Bentley Boy” néven híressé vált Sammy Davis.

## Pályafutása
1959-ben a Formula–1-es világbajnokság két versenyén vett részt. A francia nagydíjon már az első körök után kiesett, az olasz viadalon pedig tizenegyedikként zárt, négy körös hátrányban a győztes Stirling Moss mögött.
1958 és 1966 között hét alkalommal állt rajthoz a Le Mans-i 24 órás futamon. Legjobb eredményét Jo Siffert váltótársaként érte el az 1966-os versenyen; kettősük az abszolút negyedik, valamint a P2.0-es kategória első helyén zárt.
1964-ben az olasz Antonio Puccivel megnyerte a Targa Floriót.

## Eredményei

### Teljes Formula–1-es eredménylistája
(Táblázat értelmezése)

(Félkövér: pole-pozícióból indult; dőlt: leggyorsabb kört futott) 

| Év   | Csapat              | Modell     | Motor    | 1   | 2   | 3   | 4      | 5   | 6   | 7   | 8      | 9   | Helyezés | Pont |
| ---- | ------------------- | ---------- | -------- | --- | --- | --- | ------ | --- | --- | --- | ------ | --- | -------- | ---- |
| 1959 | Scuderia Centro Sud | Cooper T51 | Maserati | MON | 500 | NED | FRA Ki | GBR | GER | POR | ITA 11 | USA | -        | 0    |

### Le Mans-i 24 órás autóverseny
| Év   | Csapat                           | Autó                        | Csapattárs          | Helyezés | Kiesés oka  |
| ---- | -------------------------------- | --------------------------- | ------------------- | -------- | ----------- |
| 1958 | Automobili O.S.C.A               | OSCA Sport 750TN            | Alejandro de Tomaso | 11.      |             |
| 1959 | Alejandro de Tomaso              | DB HBR5                     | Alejandro de Tomaso | Kiesett  |             |
| 1961 | Automobili O.S.C.A               | OSCA Sport 750              | Jean Laroche        | Kiesett  |             |
| 1962 | Scuderia SS Republica di Venezia | Ferrari 250 GT SWB Breadvan | Carlo-Maria Abate   | Kiesett  |             |
| 1964 | Porsche System Engineering       | Porsche 904/8               | Gerhard Mitter      | Kiesett  | Kuplunghiba |
| 1965 | Porsche System Engineering       | Porsche 904/8               | Gerhard Mitter      | Kiesett  | Kuplunghiba |
| 1966 | Porsche System Engineering       | Porsche 906/6L Carrera 6    | Jo Siffert          | 4.       |             |

## Külső hivatkozások
- Profilja a grandprix.com honlapon (angolul)
- Profilja a statsf1.com honlapon (angolul)
- Targa Florio winner Colin Davis passes away aged 79 (angolul)

1. 1 2  http://www.theguardian.com/sport/2013/jan/11/colin-davis